# O-Phosphothréonine
La O-phosphothréonine est un dérivé phosphorylé de la thréonine, un acide α-aminé protéinogène, présent dans de nombreuses protéines. On en trouve de petites quantités dans les urines. Avec la phosphosérine et la phosphotyrosine, la phosphothréonine est l'un des trois résidus d'acides aminés phosphorylés couramment rencontrés sur les protéines d'eucaryotes. Elle est phosphorylée in vivo par une L-thréonine kinase.